# Daniel Gisiger
Daniel Gisiger (Baccarat, Francia, 9 de octubre de 1954) es un deportista suizo que compitió en ciclismo en las modalidades de pista y ruta.
Ganó dos medallas de bronce en el Campeonato Mundial de Ciclismo en Pista de 1977, en las pruebas de persecución individual y por equipos.
En carretera su mayor éxito es la victoria en dos etapas del Giro de Italia, en la ediciones de 1981 y 1985.

## Medallero internacional
| Campeonato Mundial | Campeonato Mundial         | Campeonato Mundial | Campeonato Mundial          |
| Año                | Lugar                      | Medalla            | Competición                 |
| ------------------ | -------------------------- | ------------------ | --------------------------- |
| 1977               | San Cristóbal ( Venezuela) | Medalla de bronce  | Persecución individual (A)  |
| 1977               | San Cristóbal ( Venezuela) | Medalla de bronce  | Persecución por equipos (A) |

## Palmarés
1978
- Étoile des Espoirs
- Gran Premio de Isbergues
- 1 etapa del Tour de Romandía

1980
- 3.º en el Campeonato de Suiza en Ruta

1981
- Trofeo Masferrer
- Gran Premio de las Naciones
- Trofeo Baracchi (con Serge Demierre)
- G. P. Kanton Aargau
- 1 etapa del Giro de Italia
- 1 etapa de la Vuelta a Suiza
- 1 etapa de la Volta a Cataluña
- 2.º en el Campeonato de Suiza en Ruta

1982
- Trofeo Baracchi (con Roberto Visentini)
- 1 etapa de la Volta a Cataluña

1983
- Gran Premio de las Naciones
- Trofeo Baracchi (con Silvano Contini)
- 1 etapa de la Vuelta a Suiza

1985
- 1 etapa del Giro de Italia

1987
- 3.º en el Campeonato de Suiza en Ruta

1988
- 1 etapa del GP Tell